# Woudvaartbrug
De Woudvaartbrug, in de volksmond: De bult syn bruege is een ophaalbrug van ijzer/staal (hoogbouwconstructie) en hout (brug) in Sneek in de provincie Friesland.
De brug vormt op het water de verbinding tussen de Stadsgracht (Sneek) en de Woudvaart. Op straat verbindt de brug de Prinsengracht en de Woudvaartkade. Er is alleen in het drukke hoofdvaarseizoen een stage brugwachter aanwezig. Tijdens de overige periode wordt de brug door de brugwachter op de Lemmerbrug meebediendt.
Vaartuigen richting Stadsgracht betaalden t/m 2012 een bruggeld van € 2,-. Sinds 2013 is de doorvaart door Sneek gratis.
Dúvelsrak · Geeuwbruggen · Harinxmabrug · Jousterpijp · Koninginnebrug · Krúsrak · Laatste Stuiverbrug · Oppenhuizerbrug · Wonderbrug · Woudvaartbrug